# La espera (ópera)
La espera (título original en alemán, Erwartung, Op. 17) es una ópera en un acto con música de Arnold Schönberg y libreto en alemán de Marie Pappenheim. 
Compuesta en 1909, no se estrenó hasta el 6 de junio de 1924 en Praga, con dirección de Alexander von Zemlinsky, que había sido maestro del compositor, con Marie Gutheil-Schoder como soprano. 
La obra tiene forma de monólogo para soprano sola con una gran orquesta. En concierto, dura cerca de media hora. A menudo se empareja con la ópera de Béla Bartók El castillo de Barbazul (1911), pues las dos obras son aproximadamente de la misma época y comparten temas psicológicos similares. La sucinta descripción de Schönberg de la obra fue: 

En La espera se trata de representar en movimiento lento todo lo que ocurre durante un solo segundo de máxima excitación espiritual, alargándolo hasta llegar a la media hora."

Philip Friedheim ha descrito La espera como la única obra larga de Schönberg "en un estilo atemático", donde no hay material musical que regrese una vez que se ha afirmado en el curso de los 426 compases. En su análisis de la estructura, una indicación de la complejidad de la música es que la primera escena a lo largo de 30 compases contiene 9 cambios métricos y 16 cambios de tempo. Herbert Buchanan ha contrarestado esta descripción de la obra como "atemática", describiéndola, en su propio análisis, como "atonal".
El musicólogo Charles Rosen ha dicho que La espera, junto con Wozzeck de Berg y La consagración de la primavera de Stravinski, está entre los "irrebatibles" "grandes monumentos del modernismo."
Entre las sopranos destacadas por sus interpretaciones de esta difícil obra maestra se encuentran  Phyllis Bryn-Julson, Susan Davenny Wyner, Wendy Dixon, Dorothy Dorow, Dorothy Dow, Heather Harper, Evelyn Lear, Alessandra Marc, Janis Martin, Eva Marton, Patricia Neway, Jessye Norman, Helga Pilarczyk, Renata Scotto, Rita Shane, Anja Silja y Dunja Vejzovic. Esta ópera se representa poco; en las estadísticas de Operabase aparece la n.º 149 de las óperas representadas en 2005-2010, siendo la 22.ª en Austria y la primera de Schönberg, con 20 representaciones en el período.

## Argumento
Época: noche
Lugar: un bosque
Una mujer se encuentra en un estado aprensivo mientras busca a su amante. En la oscuridad, encuentra primero lo que parece ser un cuerpo, pero se da cuenta de que es un tronco de árbol. Atemorizada, y cada vez más ansiosa, no consigue encontrar al hombre que busca. Después encuentra un cadáver, y ve que es el de su amante. Llama pidiendo ayuda, pero no hay respuesta. Intenta revivirlo y se dirige a él como si aún estuviera vivo, acusándole enfadada de haberle sido infiel. Después se pregunta qué va a hacer con su vida, ahora que su amante está muerto. Finalmente, se aleja sola en la noche.

## Grabaciones
Hay una grabación histórica según La discoteca ideal de la ópera, de Roger Alier y otros, la de Hermann Scherchen con Magda László y la Orquesta de la Radio de Baviera (1955, grabación en vivo). Orfeo.

Otras grabaciones:
- Columbia ML 4524 (original LP): Dorothy Dow; Orquesta Sinfónico-Filarmónica de Nueva York; Dimitri Mitropoulos, director[6] (1951)
- CBS 79349: Janis Martin; Orquesta Sinfónica de la BBC; Pierre Boulez, director[7] (1977)
- Decca: Anja Silja; Filarmónica de Viena; Christoph von Dohnányi, director (1979)
- Philips: Jessye Norman; Orquesta de la Metropolitan Opera; James Levine, director (1989)
- Teldec: Alessandra Marc; Sächsische Staatskapelle Dresden; Giuseppe Sinopoli, director (1996)
- KOCH International Classics: Anja Silja; Orquesta Philharmonia; Robert Craft, director (2000)
- EMI Classics: Phyllis Bryn-Julson; Orquesta Sinfónica de la Ciudad de Birmingham; Sir Simon Rattle, director (1993)